# 메디코아
1999년 창립한 메디코아는 자율신경계(스트레스)검사 국내 점유율 1위 전문 기업으로 대학병원, 종합검진센터, 공공기관 등 다양한 분야에서 기술을 제공하고 있습니다.

국내 8개 대학병원과 2년에 걸친 공동 임상연구를 통해 세계 최초 한국인(동양인) "HRV(Heart Rate Variabilty) 레퍼런스를 구축“하고 특허를 획득 하였습니다. 또한 한국 최초로 당뇨학회 신경병증연구회와 공동으로 당뇨병성 심혈관 자율신경 검사 장비를 개발하였습니다.

자율신경분야 표준화된 데이터를 바탕으로 자율신경기능 검사 및 말초혈액순환 검사에 대한 세계적인 기술력 보유 하고 있습니다.

국내 최초로 개발한 적외선체열진단기는 대한체열학회와 공동으로 최초 정상인의 부위별, 연령별 체열 온도 표준을 연구하여 체열 진단의 정확도 향상에 기여하고 있습니다.

메디코아는 의료기기 산업분야 핵심 기술의 연구 및 개발로 자사제품으로 연구하여 발표된 약 300건 이상의 논문(SCI급 논문 다수)을 보유하고 있습니다.

## 보유기술
1.성인 한국인의 HRV Reference 임상 연구

```
 
임상기간: 2001년 5월 ~ 2003년 6월 (임상참가인원 : 3,600명)
```

```
 
임상병원: 8개처 병원참여 (인제대백병원, 단국대병원, 부산대병원, 울산대병원, 을지대병원, 가천의대병원, 동아대병원, 한림대병원)
```

2.중,고등학생의 인터넷 중독에서 HRV의 유용성 연구

```
 
임상기간: 2010년 8월 ~ 2011년 2월 (임상참가인원 : 중고등학생 200명, 병원 내원 환자 30명)
```

```
 
임상병원: 한양대학교 소아청소년정신과 안동현 교수
```

3.인공지능으로 20만명의 Data를 통하여 3~5분 측정 시간을 1분으로 단축(특허 출원)

4.측정 결과지에 Comment를 제공(HRV Reference 임상 연구 결과임)

5.서양인과 동양인의 HRV Reference의 큰 차이가 있음

6.10년마다 HRV Reference를 업그레이드(1차: 2012년, 2차: 2022년)

7.당뇨병성 심혈관 자율신경병증 진단 임상연구

[1차 연구]

```
 
한국 당뇨 학회 신경병증 연구회와 공동으로  5개 대학병원에서 임상 실시
```

```
 
임상기간: 2006년 8월 ~ 2007년 10월 (임상참가인원 : 500명) 
```

```
 
임상병원: 5개처 병원참여 (순천향대병원, 인천길병원, 전북대학교병원, 인하대학교병원, 세종병원)
```

[2차 연구]

```
 
임상기간: 2019년 6월 ~ 2021년 4월 (임상참가인원 : 1,000명)
```

```
 
임상병원: 8개처 병원참여 (전북대학병원, 인천길병원, 여의도성모병원, 상계백병원, 부천세종병원, 부산성모병원, 수원성빈센트병원, 한양대 명지병원)
```

8.적외선 체열진단 연구

```
 
한국에서 최초로 연구 개발
```

```
 
국제 표준 ISO/TR 13154에 의거 고열자 선별용 온도 표준 제작
```

```
 
인공지능 척추 질환 감별 연구
```

```
 
국내 최초 정상인의 성별, 부위별 참조 표준 온도표 개발 및 제공
```

```
 
대한 체열 학회의 FULL SPONSER
```

9.국가 참조 표준 데이터센터 소개

```
 
국가기술표준원에서 지정(5년마다 재심사)
```

```
 
국민건강보험 일산병원에 설립(센터장 신경외과 장호열 교수)
```

```
 
2016년에 메디코아에 체열 표준화 연구소 설립하여 현재까지 공동 연구함
```

10.정상인의 참조 표준 온도표 제작

## 자율신경계측정기
- 제품군
```
 
AFT-800
제품소개 페이지이동
 

 
SA-3000NEW
제품소개 페이지이동

 
BodyCheckerⓢ
제품소개 페이지이동

 
Max Pulse
제품소개 페이지이동

 
MP-SDK
제품소개 페이지이동
```

### AFT-800

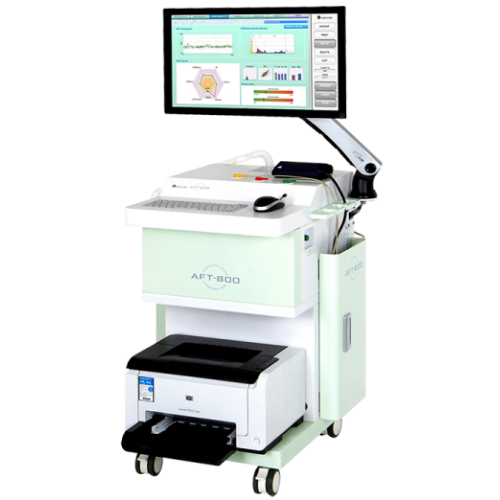
AFT-800

- 기립성 저혈압과 어지럼증, 당뇨병성 심혈관 자율신경 병증 검사 장비입니다.

- 임상적 적용 질환

```
 
기립성 저혈압, 실신, 어지럼증, 당뇨, 심혈관 자율신경병증, 돌연사, 당뇨 환자 수술 전 자율신경 검사 , 만성피로, 두통, 우울증, 불안, 불면증
```

- 적용과: 병원용(전문가용)
```
 
MODE 1 - 내과, 신경과, 이비인후과
```

```
 
MODE 2 - 신경과
```

```
 
MODE 3 - 순환기내과
```

```
 
MODE 4 - 내분비내과
```

- 보험급여 (나-728 순환기 기능검사 ANS Function)
```
 
 급여항목 E-7281 가. 기립경사 테이블검사 (Tilt Table Test): 48,390원
```

```
 
 급여항목 E-7282 나. 심호흡 시 심박동 검사 : 23,920원(검사시간 : 1분)
```

- 주요검사
```
 
자세 변화를 통한 자율신경 부하검사(면역력의 지표)
```

```
 
심혈관 돌연사 조기 예측 검사
```

```
 
기립성 빈맥 증후군(POTS) 검사
```

```
 
기립성 저혈압, 실신, 어지럼증 검사   
```

```
 
당뇨 심혈관 자율신경병변(CAN) 검사
```

### SA-3000NEW

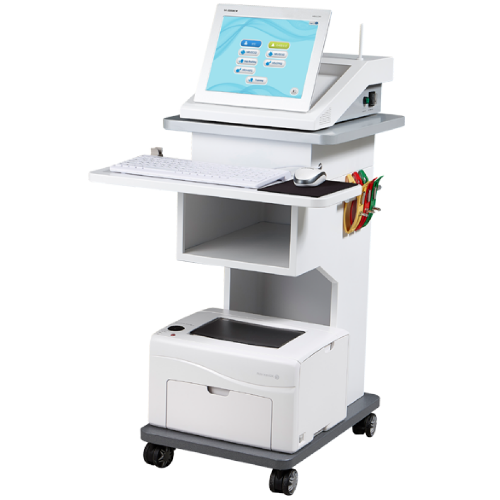

체,내외적인 환경요인, 스트레스 등으로 끊임없이 변화하는 심장 박동의 미세한 변화를 측정하여, 자율신경계 균형, 스트레스 상태와 인체 면역력 상태 및 피로도, 동맥경화, 혈관노화 정도 등을 검사하는 장비입니다.

- 검사항목
심호흡 시 심박동 검사, 자율신경계 이상 검사(면역력의 지표), 소아/청소년 정서 상태 검사, 스트레스 검사, 심혈관계이상 검사(동맥경화/말초 혈액순환 검사), 호흡훈련(RSA Training )

- 적용과 : 병원용(전문가용)

```
 
병원 – 내과, 정신건강의학과, 내과, 가정의학과, 산부인과, 신경과, 한의원, 대체의학(기능의학), 건강검진센터
```

```
 
클리닉 – 만성피로, 스트레스, 소아/청소년(수험생), 비만, 항노화, 통증, 수면
```

-보험급여

```
 
급여항목 E-7282 나. 심호흡 시 심박동 검사 : 23,920원(검사시간 : 1분)
```

```
 
인정 비급여항목 FY894 심박변이도검사 평균수가 3~5만원(검사시간 3분)
```

-특장점

```
 
검사 결과 자동 분석, 코멘트 기능
```

```
 
통계적 분석 기법에 의한 1분만에 검사가 가능
```

```
 
질환 입력 기능
```

```
 
한국인의 성별, 연령별 Reference 적용
```

```
 
터치스크린 방식으로 사용 편리성
```

```
 
통계분석을 위한 Excel 변환 가능
```

### Bodycheckerⓢ

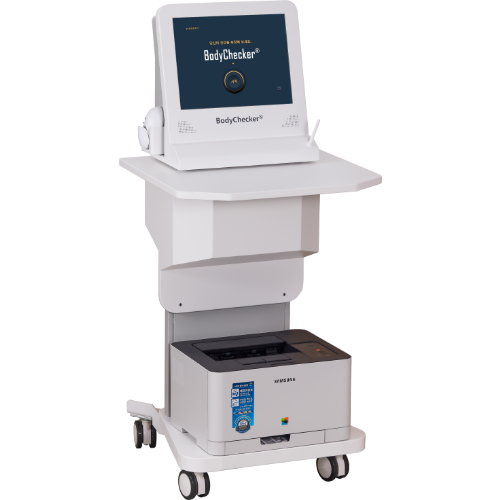
BodyChecker'S

체,내외적인 환경요인, 스트레스 등으로 끊임없이 변화하는 심장 박동의 미세한 변화를 측정하여, 자율신경계 균형, 스트레스 상태와 인체 면역력 상태 ,혈액순환 정도 등을 검사하는 장비입니다.

- 주요검사

자율신경계 이상 검사(면역력의 지표), 스트레스 검사, 말초 혈액순환 검사, 혈관연령(실제 나이 대비 혈관의 나이)

- 적용분야: 전문가 / 비전문가 모두 사용

학교, 정신건강복지센터, 보건소, 산림치유센터, 주민센터 , 골프장, 헬스클럽, 피부미용센터,건강식품매장, 약국, 체험관, 온천장, 단전호흡, 산림조합, 요양원, 노인복지관, 경찰서, 소방서, 군대,증권객장, 큰 규모 회사의 노동조합(철도청, 지하철, 건설,자동차 등) 대기업 의무실

- 특장점

```
 
Eazy (비저장 기능) / Pro 모드
```

```
 
통계적 분석 기법에 의한 1분만에 검사가 가능
```

```
 
측정 시간 동안 광고 동영상 게재 기능
```

```
 
터치스크린 방식
```

```
 
Thermal Printer 출력 가능
```

### Max Pulse

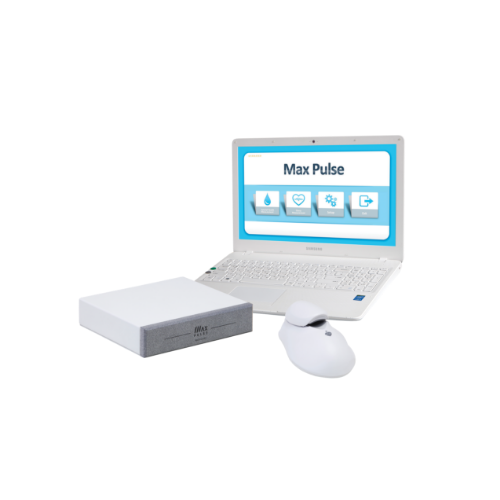
Max Pulse

- 체,내외적인 환경요인, 스트레스 등으로 끊임없이 변화하는 심장 박동의 미세한 변화를 측정하여, 자율신경계 균형, 스트레스 상태와 인체 면역력 상태 및 피로도, 동맥경화, 혈관노화 정도 등을 검사하는 장비입니다.

- 제품 구성 및 활용방법

```
 
모듈 + 측정 센서 + 어뎁터 + 케이블 + 프로그램 S/W
```

```
 
고객이 보유한 노트북(PC)나 MAC에 프로그램을 설치하여 사용하는 제품입니다.
```

- 적용분야: 비전문가용
```
 
약국, 건강기능식품, 관공서, 온천, 에스테, 아로마샵, 스포츠센터, 보험회사, 산후조리원, 골프장, 체험관, 프랜차이즈 업체(안마기, 돌침대, 체험관) 등
```

- 특장점

```
 
자율신경기능 검사(면역력의 지표) 
```

```
 
스트레스 검사
```

```
 
말초 혈액순환 검사
```

```
 
한국인의 성별, 연령별 Reference 적용
```

```
 
통계적 분석 기법에 의한 1분만에 검사가 가능
```

```
 
질환 입력 기능
```

```
 
7개 언어지원(한국어, 영어, 중국어, 일본어, 독일어, 태국어, 스페인어)
```

### Homecare & Wellness
- 제품군
```
 
Smart Pulse
제품소개 페이지이동
 

 
UMON
제품소개 페이지이동

 

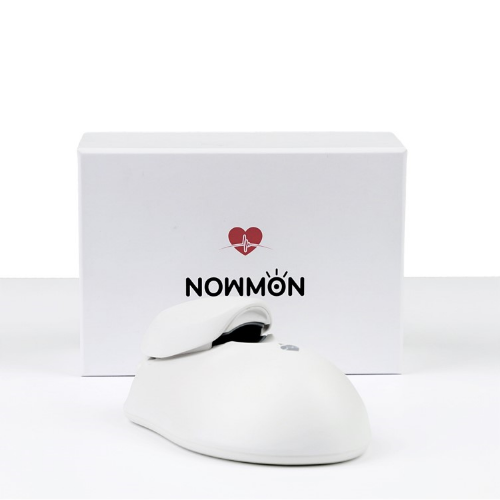
NOWMON
제품소개 페이지이동
```

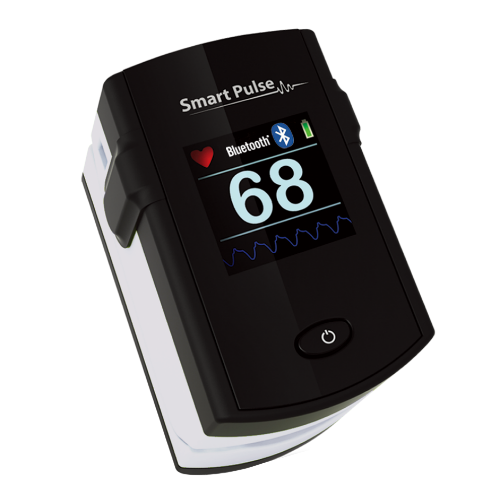
Smart Pulse

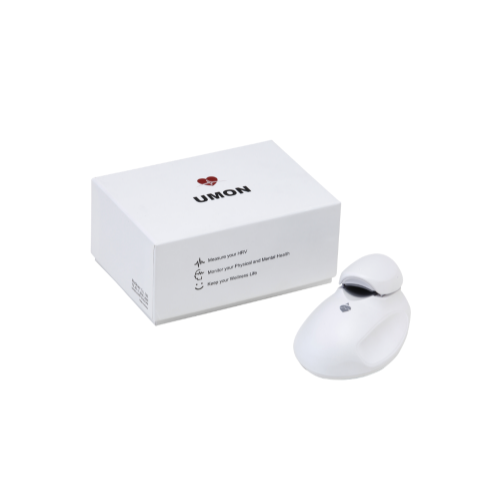
UMON

심장 박동의 미세한 변화를 측정하여, 자율신경계 균형, 스트레스 상태, 혈액순환 등을 검사하는 장비로, 전용 어플리케이션(App)을 통해 간편하게 측정 및 결과를 확인할 수 있습니다.

- 제품군

[Smart Pulse]

- 의료기기, 개인용

[NOWMON]
– Wellness, 피트니스전용

[UMON]
– Wellness, 개인용

- 특장점
```
 
스트레스 상태와 혈액 순환 모니터링 기능
```

```
 
호흡과 명상을 통한 스트레스 해소 기능
```

```
 
Web / Cloud Service 제공
```

```
 
Smart Pulse - 7개 언어 지원(한국어, 영어, 중국어, 일본어, 독일어, 스페인어, 태국어)
```

```
 
UMON, NOWMON - 4개 언어 지원(한국어, 영어, 중국어, 일본어)
```

```
 
Android / iOS 어플리케이션(App)지원
```

```
 
SNS, 문자 등을 통한 결과지 공유 기능
```

```
 
검사 결과 자동분석 및 코멘트 기능
```

## 적외선체열진단기
- 제품군
```
 
IRIS-BT 9000(고급형)
제품소개
 

 
IRIS-8000(중급형)
제품소개

 
IRIS-950 (보급형)
제품소개
```

인체에서 방출되는 극미량의 적외선을 감지하여 인체의 통증 및 질병 부위를 컬러영상으로 확인할 수 있는 의료기기로서 X-ray, MRI, ULTRASOUND 등으로 알 수 없는 신경병증, 근육의 통증, 순환장애를 유일하게 Thermography로 진단할 수 있습니다.
- 특장점

```
 
인체에 무해하여 임산부 및 유아도 사용 가능
```

```
 
통증을 객관적으로 평가, 측정, 진단 할 수 있는 유일한 장비
```

```
 
인공지능 척추 질환 감별 기능
```

```
 
국내 최초로 연구, 개발 및 25년간 축적된 원천기술 보유
```

```
 
국내 최초로 정상인의 연령별, 부위별 참조 표준 온도표 개발 및 제공
```

```
 
가병 (위병)을 판별 가능
```

- 적용분야

```
 
통증진단, 척추질환, 혈관질환, 유방진단, 신경계, 근골격계 질환
```

### IRIS-BT 9000
20여년 간의 연구 개발을 통해 적외선 원천 기술과 특허를 획득하고 국내 최고의 적외선 전문 기술과 노하우로 만들어집니다. 표준과학 연구원과의 공동연구를 통해 표준화된 온도 기준을 적용하고 체계화된 임상연구를 통해유용한 임상자료를 제공 합니다.

- 제품특징
```
 
최고 사양의 전문가 전용 프로그램
```

```
 
High Resoulution
```

```
 
Real Temperature Realization : 실제 온도 기능 구현
```

```
 
Real Temperature Recording : 실시간 이미지 저장
```

```
 
관심영역 온도 표시 기능 (ROI 기능) : Polygon, Rectangle, Circle, Diamond
```

```
 
자동 ROI 측정
```

```
 
Clinical Guide (53종 질환) & 척추 진단 기능
```

```
 
정상인 참조표준 레퍼런스 제공
```

```
 
영상 패턴 분석을 통한 자동자세 인식
```

```
 
자동 Comment 기능
```

```
 
Pain Draw Chart 제공
```

```
 
Excel 기능 강화
```

```
 
인체영역 온도 값 추출 기능 & 관심영역(ROI) 평균 온도 값 추출 기능
```

- 주요기능
```
 
실제 온도 기능 구현
```

```
 
Clinical Guide 제공(53종 질환)
```

```
 
정상인 참조표준 레퍼런스 제공
```

```
 
영상패턴분석을 통한 자동 자세 인식과 정확한 Guide 제공
```

```
 
19가지 다양한 Color Pattern 기능
```

```
 
자동 Comment 기능
```

```
 
고해상도 이미지 제공
```

```
 
검역발열검사기능
```

- 사용자 편의기능
```
 
Dual Monitor & Touch 기능
```

```
 
Pain Drawing 차트 기능
```

```
 
촬영 자세 Guide 기능
```

```
 
Software Stand Up & Down 기능
```

```
 
Polygon ROI 그리기 기능
```

```
 
자동 온도 범위 조절 기능
```

## 메디코아홈페이지
https://www.medi-core.com